# Seznam sociologov
Seznam sociologov.
- Vilfredo Pareto
- Ferdinand Tönnies
- Thorstein Veblen
- Georg Simmel
- Émile Durkheim
- Max Weber

## A
Nicolas Abercrombie - Jane Addams - Theodor Wiesengrund Adorno - Gordon Allport - Louis Althusser - Perry Anderson - Hannah Arendt - Raymond Aron -

## B
Gaston Bachelard - Mihail Bahtin - Bakunin - Roland Barthes - Bojan Baskar - Georges Bataille - Gregory Bateson  - Jean Baudrillard - Zygmunt Bauman - Simone de Beauvoir - Cesare Beccaria - Ulrich Beck - Elizabeth Beck-Gernsheim - Howard S. Becker -  Daniel Bell - Reinhardt Benedix - Ruth Benedict - Walter Benjamin -  Peter L. Berger - Ivan Bernik - Basil Bernstein - Eduard Bernstein - Homi K. Bhabha - Peter Blau - Marc Bloch - Herbert Blumer - Franz Boas - Pierre Bourdieu - John Bowlby - Samuel Bowles - Fernand Braudel - Harry Braverman - Ernest Burgess - Judith Butler -

## C
Manuel Castells - Karin Knorr Cetina - Nancy Chodorow - Noam Chomsky - Aaron Cicourel - Hélene Cixous - Stewart R. Clegg - Albert K. Cohen - James S. Coleman - Randall Collins - Robin Collingwood - Auguste Comte - markiz de Condorcet - Charles Cooley - Stefan Czarnowski -

## D
Robert Dahl - Ralf Dahrendorf - Kingsley Davids - Deleuze - Nancy Denton - Jacques Derrida - John Dewey - Wilhelm Dilthey - Mary Douglas - W.E.B. Du Bois - Émile Durkheim

## E
Shmuel Noah Eisenstadt - Norbert Elias - Friedrich Engels - Gosta Esping-Andersen - Sir Edward Evan Evans-Pritchard

## F
Susan Faludi - Fanon - Adam Ferguson - Paul Feyerabend - Frank Field - Janet Finch - Sergej Flere - Heinz von Foerster  - Michel Foucault - Charles Fourier - Andre Gunder Frank - Sir James Frazer - Paulo Freire - Hans Freyer - Sigmund Freud - Erich Fromm

## G
Hans-Georg Gadamer - John K. Galbraith - George Gallup - Francis Galton - Harold Garfinkel - Arnold Gehlen - Theodor Geiger - Ernest Gellner - Anthony Giddens - Caroll Gilligan - David D. Gilmore - Paul Gilroy - Corrado Gini - Morris Ginsberg - Herbert Gintis - Rene Girard - Erving Goffman - Ziya Gökalp - John Goldthorpe - Alvin Gouldner - Jože Goričar - Antonio Gramsci - Mark Granovetter -

## H
Jürgen Habermas - Matjaž Hanžek - Maurice Halbwachs - Ibn Haldun - Stuart Hall - A. H. Halsey - Michael Haralambos - Donna Haraway - Nigel Harris - David Harvey - Friedrich von Hayek - George C. Homans - Thomas Hobbes - Leonard Trelawny Hobhouse - George Homans - Max Horkheimer - Floyd Hunter - Edmund Husserl

## I
Ivan Illich - Eva Illouz - Ronald Inglehart - Luce Irigaray - 

## J
Jane Jacobs - Roman Osipovič Jakobson - Fredric Jameson - Carl Gustav Jung -

## K
Marko Kerševan - John Maynard Keynes - Peter Klinar - Janez Kolenc - Alfred L. Kroeber - Julia Kristeva - Thomas Samuel Kuhn

## L
William Labov - Jacques Lacan - Ronald David Laing - Paul F. Lazarsfeld - Edmund Leach - Lenin - Frederic Le Play - Claude Levi-Strauss - Oscar Lewis - Elliot Liebow - Seymour Martin Lipset - David Lockwood - Cesare Lombroso - Thomas Luckmann - Niklas Luhmann - György Lukács - Rosa Luxemburg - Jean-François Lyotard -

## M
Niccolo Machiavelli - Henry Maine - Bronislaw Malinowski - Thomas Malthus - Michael Mann - Karl Mannheim - Herbert Marcuse - Harriet Martineau - Thomas H. Marshall - Karl Marx - Douglas Massey - Humberto Maturana - David Matza - Marcel Mauss - Elton Mayo - Dale McConkey - Marshall McLuhan - Robert McKenzie - George Herbert Mead - Margaret Mead - Albert Memmi - Henri Mendras - Robert K. Merton - Robert Michels - Ralph Miliband - C. Wright Mills - Henry Mintzberg - Zdravko Mlinar - Rastko Močnik - Montesquieu - Barrington Moore - Wilbert E. Moore - T. More - Lewis Henry Morgan - Gaetano Mosca - Lewis Mumford - Charles Murray -

## N
Oswald von Nell-Breuning - Otto Neurath -

## O
Ann Oakley - William F. Ogburn - Robert Owen -

## P
Vilfredo Pareto - Robert E. Park - Stanley Parker - Vance Packard - Talcott Parsons - Karl Pearson - Jean Piaget - Otto Pollak - Karl Popper - Nicos Poulantzas - Robert Putnam - 

## Q
Adolphe Quetelet - 

## R
Alfred Radcliffe-Brown - Aviad Raz - Robert Redfield - John Rex - Heinrich Rickert - David Riesman -George Ritzer - Rudi Rizman - Jean-Jacques Rousseau - Walter Runciman - Veljko Rus

## S
Harvey Sacks - Saint-Simon - Saskia Sassen - Peter Saunders - Ferdinand de Saussure - Helmut Schelsky - Alfred Schütz - Richard Sennett - Ali Shariati - Joseph Shumpeter - Alfred Schutz - Charles E. Silberman - Georg Simmel - Albion Woodbury Small - Adam Smith - Georges Sorel - Pitirim Sorokin - Herbert Spencer - Oswald Spengler - Rodney Stark - Anselm L. Strauss - Gerald Suttles - Thomas Stephen Szasz - 

## T
Gabriel Tarde - Richard Tawney - William I. Thomas - Edward P. Thompson - John Thompson - Charles Tilly - Richard Titmuss - Alexis de Tocqueville - Ferdinand Tönnies - Peter Towsend - Ernst Troeltsch - Melvin M. Tumin - Edward Tylor - 

## U
Mirjana Ule -

## V
Francisco Varela - Thorstein Veblen - Kristjan Verbič  - Giambattista Vico - Paul Virilio - 

## W
Loïc Wacquant - Sylvia Walby - Immanuel Wallerstein - Beatrice Webb - Sidney Webb - Alfred Weber - Max Weber - Edward Westermarck - Paul Willis - William Julius Wilson - Peter Winch - Louis Wirth - Karl Wittfogel - Edmund Wnuk-Lipinski - Mary Wollstonecraft - Erik Olin Wright

## Z
Shoshana Zuboff - Florian Znaniecki - 

## Ž
Slavoj Žižek? - 